# Puertas de madera de las Novedades

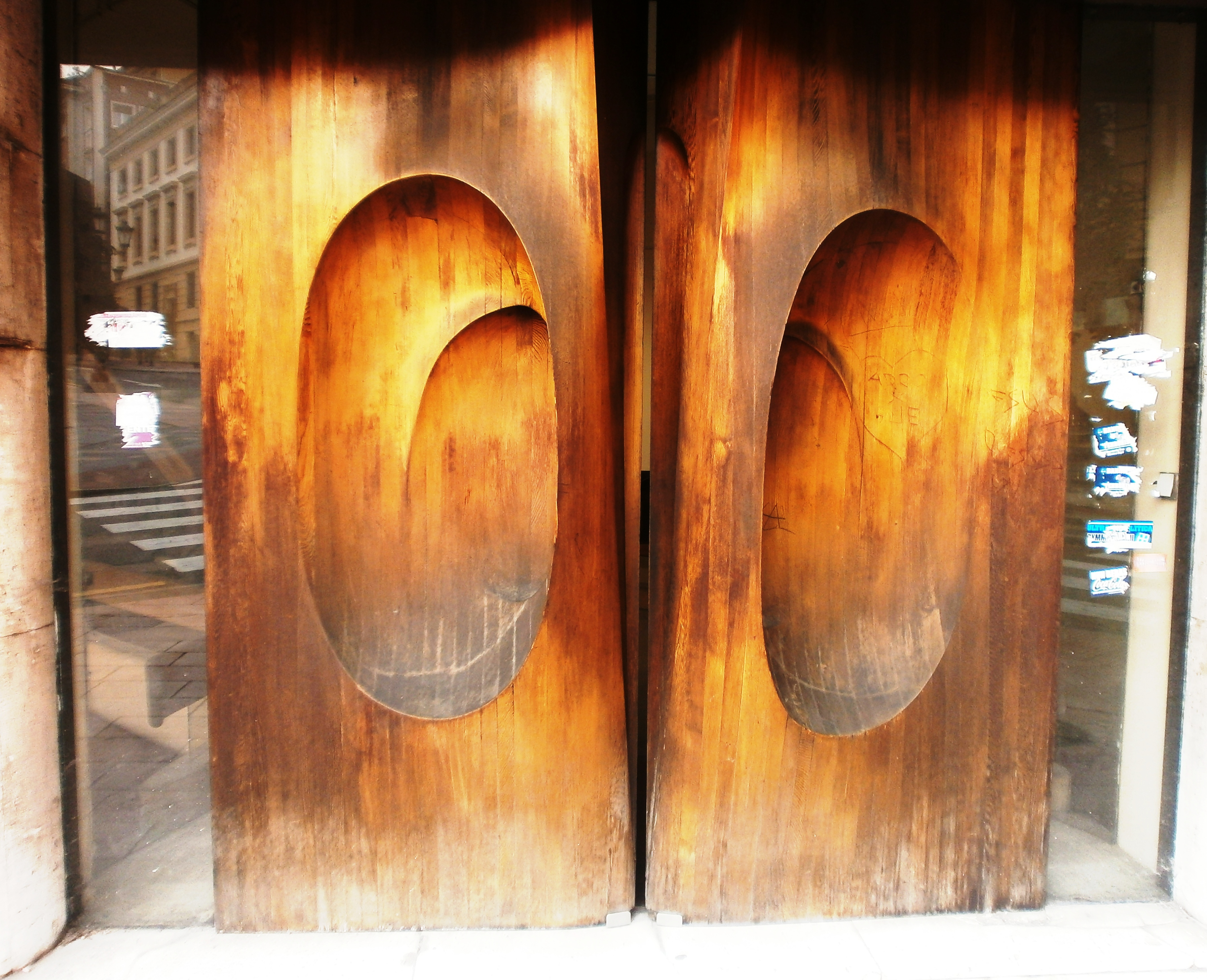
Las novedades

La escultura urbana conocida por el nombre Puertas de madera de las Novedades, ubicada en la esquina de la calle Gil de Jaz con Ventura Rodríguez, frente al Hotel de la Reconquista, en la ciudad de Oviedo, Principado de Asturias, España, es una de las más de un centenar que adornan las calles de la mencionada ciudad española.
El paisaje urbano de esta ciudad,  se ve adornado por  obras escultóricas, generalmente monumentos conmemorativos dedicados a personajes de especial relevancia en un primer momento, y más puramente artísticas desde finales del siglo XX.
La escultura, hecha en madera de cedro, es obra de Fernando Alba Álvarez, y está datada en 1973.
Se trata de las puertas de acceso a la cerrada tienda de Las Novedades, famosa tienda ovetense dedicada especialmente a ropa del hogar que cerró el negocio en el año 2009.
Son unas funcionales puertas de madera de cedro, cuya relativa facilidad para moldear y tallar combina con su resistencia a las inclemencias del tiempo. Interiormente su estructura es muy simple, ya que están basadas en dos varas de acero en la parte baja y superior, que quedan ocultas por la madera. A partir de esta estructura, el autor colocó diversas planchas y les dio la forma prevista. Hay un mecanismo, formado por rodamientos, que permite que estas hojas, de unos 400 quilos de peso, cada una,  se desplacen con suavidad y delicadeza, lo cual le confiere a la obra una gran  ligereza.